# Campanula kolenatiana
Campanula kolenatiana är en klockväxtart som beskrevs av Carl Anton von Meyer och Franz Josef Ivanovich Ruprecht. Campanula kolenatiana ingår i släktet blåklockor, och familjen klockväxter. Inga underarter finns listade i Catalogue of Life.